# تاريخ جمهورية الصين الشعبية (1989–2002)
في جمهورية الصين الشعبية، تنحى دنغ شياوبنغ رسميًا بعد تظاهرات ميدان تيانانمن عام 1989، ليخلفه عمدة شنغهاي السابق جيانغ زيمين. أدت حملة القمع في عام 1989 إلى مضار جسيمة في سمعة الصين على الصعيد العالمي، وأدى ذلك إلى فرض عقوبات. لكن الوضع استقر في نهاية المطاف. شهدت فكرة دنغ حول الضوابط والموازين في النظام السياسي، الزوال من خلال تعزيز جيانغ لسلطة الحزب والدولة والجيش. شهدت تسعينيات القرن العشرين تطورًا اقتصاديًا سليمًا، لكن إغلاق الشركات المملوكة من قِبل الدولة وارتفاع مستويات الفساد والبطالة إلى جانب التحديات البيئية، استمر في إضعاف الصين، إذ شهدت البلاد تزايدًا في النزعة الاستهلاكية والجريمة والحركات الروحية الدينية الحديثة مثل الفالون غونغ. شهدت تسعينيات القرن العشرين أيضًا نقلًا سلميًا لهونغ كونغ وماكاو إلى السيادة الصينية في إطار صيغة بلد واحد، نظامان مختلفان. شهدت الصين أيضًا موجة جديدة من القومية حين مواجهتها للأزمات في الخارج.

## التعافي في تسعينيات القرن العشرين

### استعادة الاستقرار الاقتصادي والنمو
بحلول أوائل تسعينيات القرن العشرين، تراجعت مناحي التضخم التي شهدتها السنوات السابقة لمظاهرات ميدان تيانانمن عام 1989، إذ حاول جيانغ زيمين والجيل الجديد من القادة إخماد أي تدفق اقتصادي. استقرت المؤسسات السياسية، بسبب الإجراءات المؤسسية المتخذة في سنوات حكم دنغ إضافة إلى حدوث نقلة بين الأجيال من خلال تحول الفلاح الثوري إلى تكنوقراطي محترف وذو مستوى تعليمي جيد. يأتي غالبية خريجي الجامعات من خلفيات علمية، وسعى العديد منهم وراء الحياة خارج الصين. بالنسبة لأولئك الذين بقوا، كانت الشركات والمؤسسات البحثية التي تملكها الدولة مقصدًا مرغوبًا.
في أعقاب مظاهرات ميدان تيانانمن، نُبذت الصين دوليًا وكانت السنوات الثلاث التالية قاتمة. استولى المتشددون على الحكومة وبدأوا في كبح جماح المشاريع الحرة. حاولوا أيضًا إحياء الدعاية الماوية والحملات الأيديولوجية، لكن الجمهور عاملها إلى حد كبير، بطريقة لا مبالية. من الناحية العملية، فإن التغييرات التي حدثت في العقد الماضي جعلت العودة إلى الأساليب التي كانت سائدة في زمن ماو أمرًا مستحيلًا. شعرت قيادة الحزب الشيوعي الصيني بمزيد من الحرج عند انهيار الشيوعية في أوروبا الشرقية خلال عام 1989 – 1990، وخاصة بعد سقوط الزعيم الروماني نيكولاي تشاوتشيسكو، لأنهم كانوا على ثقة بأن نظامه المتعصب لن يسقط أبدًا. رغم انسحابها إلى قوقعتها، استمرت الحكومة الصينية في التأكيد على أنها ترحب بالأعمال والاستثمارات الأجنبية. على الرغم من ضعفه وعدم شعبيته، إلا أن الحزب الشيوعي الصيني لم يكن لديه معارضة جادة، إذ كانت معظم الجماعات المعارضة في الخارج منقسمة ودائمة الجدال وتفتقر إلى زعيم مؤثر. في أبريل 1990، زار لي بنغ موسكو حيث واجه عشرات المتظاهرين السوفييت الذين وصفوه بالجزار. وضع لي إكليلًا من الزهور على قبر لينين، معبرًا عن ولائه للشيوعية. لم تتعد أفكاره الإصلاحية القضايا الاقتصادية، ورفض رفضًا قاطعًا اعتبار أن سياستي الغلاسنوست والبيريسترويكا تنطبقان على الصين أيضًا. أزعج انقلاب أغسطس الفاشل لعام 1991 في موسكو القادة الصينيين أيضًا، على الرغم من تصريح جمهورية الصين الشعبية علنًا أن جميع الأحداث الجارية في أوروبا الشرقية والاتحاد السوفييتي هي شؤون داخلية لتلك البلدان وليس من شأنها انتقادها. سرعان ما منحت الصين اعترافًا دبلوماسيًا بجميع الجمهوريات السوفييتية السابقة المستقلة حديثًا. ومع ذلك، ذكرت مناقشات ووثائق سي سي بّي (الحزب الشيوعي الصيني) الداخلية أن السوفييت ارتكبوا خطأً فادحًا بتعيين ميخائيل غورباتشوف أمينًا عامًا للحزب الشيوعي السوفييتي، وبالتالي السماح بعودة الرأسمالية إلى البلاد. علاوة على ذلك، أكدت القيادة الصينية أن محاولة الانقلاب انهارت بسبب عدم القدرة على إبقاء الجيش السوفييتي متماشيًا مع الأفكار الماركسية اللينينية. نتيجة لذلك، كُثف التثقيف السياسي والدعاية الماركسية اللينينية في جيش التحرير الشعبي.
في الوقت نفسه أصبحت العلاقات مع الولايات المتحدة سيئة للغاية عقب أحداث ميدان تيانانمن، ووصلت إلى أسوأ نقطة لها منذ ما قبل زيارة الرئيس ريتشارد نيكسون للصين في عام 1972. كان الكونغرس الأمريكي بالذات حريصًا على فرض العديد من العقوبات الاقتصادية وعلى إلغاء التبادلات التجارية والثقافية والعملية قدر المستطاع، على الرغم من أن الرئيس جورج بوش الأب (الذي كان ضابط اتصالات مع الصين في سبعينيات القرن العشرين)، استمر في التمسك بنظرة متفائلة تجاه العلاقات الصينية الأمريكية وأن الوضع الحالي كان مجرد عثرة مؤقتة في الطريق. مع ذلك، فقد نجح في إثارة عداوة بكين من خلال لقائه مع الدالاي لاما المنفي في أبريل 1991. ساءت شكوك الصين في نوايا الولايات المتحدة ووُجهت عدة اتهامات لواشنطن بأنها تشن حملة ممنهجة لتقويض النظام الاشتراكي، خاصة بعد أن اتهم الكونغرس الصين بتصدير سلع صنعها عمال السجون وببيع أسلحة لأنظمة فاسدة في الشرق الأوسط (منذ عام 1987، اتُهمت بكين ببيع صواريخ دودة القز المضادة للسفن إلى إيران). أُنهيت العلاقات العسكرية بين الصين والولايات المتحدة بشكل مفاجئ في عام 1989 وأُلغيت جميع عمليات نقل التكنولوجيا ومبيعات المعدات العسكرية الأمريكية إلى الصين.
أثناء أزمة الخليج الفارسي في 1990 – 1991، أدانت الصين غزو العراق للكويت، لكنها انتقدت أيضًا تدخل الأمم المتحدة، مشيرة إلى أنها قضية محلية يجب حلها من قِبل الدول العربية تحديدًا.

## جولة دنغ الجنوبية
في ربيع عام 1992، ظهر دنغ شياوبنغ فجأة في الأماكن العامة وبدأ جولةً في جنوب الصين لاستعادة الثقة في إصلاحاته ووقف انزلاق البلاد مرة أخرى إلى الماوية (في الجولة، انتقد الحزب الشيوعي الصيني بسبب «ثباته اليساري»). لم تكن الزيارة آخر ظهور علني كبير لدنغ فحسب، بل اعتُبرت أيضًا بمثابة اختبار لاتجاه القيادة الجديدة. تلقى دفع دينغ المتجدد لاقتصاد موجه نحو السوق إقرارًا رسميًا في المؤتمر الرابع عشر للحزب في وقت لاحق من العام إذ بدأ عدد من القادة الشباب ذوي العقلية الإصلاحية ارتقاءهم إلى مناصب عليا. أكد المؤتمر أيضًا على موقع جيانغ زيمين، عمدة سابق لشانغهاي، باعتباره «صميم قيادة الحزب الشيوعي الصيني» الجديد، مما مهد الطريق لجيانغ ليصبح شخصية قيادية من «الجيل الثالث». جادل دنغ وأنصاره بضرورة إجراء المزيد من الإصلاحات لرفع مستوى المعيشة في الصين. بعد الزيارة، أصدر المكتب السياسي للحزب الشيوعي علنًا تأييده لسياسات الانفتاح الاقتصادي الخاصة بدنغ. على الرغم من أن الصين لم تتجنب الإصلاح السياسي تمامًا، إلا أنها وضعت باستمرار أولوية قاطعة لفتح اقتصادها. تحسنت العلاقات مع الغرب أيضًا بحلول عام 1993، بعد أن ذكّر دنغ قيادة الحزب الشيوعي الصيني بأن الصين لا تملك الموارد التكنولوجية أو المالية لمواجهة الولايات المتحدة أو لتكون لاعبًا جيوسياسيًا، وأن الرأسمالية والديمقراطية كانتا في الصدارة حاليًا، وأنه لا يوجد خيار سوى ممارسة سياسة خارجية ساكنة.
رغم أنه من غير المرجح حدوث احتجاجات كبيرة أخرى في المستقبل القريب، فقد أصبح عدم الاستقرار الاجتماعي بسبب الصراعات الاقتصادية تحديًا أكبر للجيل الثالث والرابع من القادة. من الناحية السياسية، أثبتت تجربة دنغ في الفصل بين إدارة الحزب والحكومة والجيش بأنها إستراتيجية فاشلة في ظل النظام السياسي الحالي. خلال فترة التعافي، تولى جيانغ زيمين منصب السكرتير العام للحزب الشيوعي الصيني، ورئيس جمهورية الصين الشعبية، ورئيس اللجنة العسكرية المركزية، مؤمنًا الاستقرار السياسي ومُمركزًا السلطة مجددًا.